# Perideridia leptocarpa
Perideridia leptocarpa är en flockblommig växtart som beskrevs av Tsan Iang Chuang och Lincoln Constance. Perideridia leptocarpa ingår i släktet Perideridia och familjen flockblommiga växter. Inga underarter finns listade i Catalogue of Life.